# Легкоатлетична асоціація Північної і Центральної Америки та країн Карибського басейну
Легкоатлетична асоціація Північної і Центральної Америки та країн Карибського басейну (англ. North American, Central American and Caribbean Athletic Association, скорочено — NACAC) — недержавна неприбуткова організація створена для просування та розвитку легкоатлетичного спорту в Північній і Центральній Америці та країнах Карибського басейну. NACAC є однією з шести континентальних легкоатлетичних асоціацій (англ. Area Associations) Світової легкої атлетики та керівним органом з легкої атлетики в регіоні.
Рішення про створення NACAC було прийнято 10 грудня 1988 на установчому конгресі організації.
NACAC налічує в своєму складі 31 країну-член, кожну з яких представляє відповідна національна легкоатлетична федерація.
На початку 2020 NACAC перенесла свою штаб-квартиру з Пуерто-Рико до Нассау.

## Змагання
NACAC організовує низку легкоатлетичних змагань різного рівня:
- Чемпіонат NACAC з легкої атлетики
- Чемпіонат NACAC з кросу[en]
- Чемпіонат NACAC з легкої атлетики серед молоді[en]
- Чемпіонат NACAC з легкої атлетики серед юнаків[en]
- Чемпіонат NACAC з гірського бігу[en]

## Керівні органи
NACAC виконує покладені на неї функції через свої органи та посадових осіб:
- Конгрес (англ. Congress), який є найвищим органом NACAC, уповноваженим приймати найважливіші рішення (прийняття нових членів, зупинення членства, обрання Президента NACAC, затвердження бюджету організації, внесення змін до Конституції NACAC тощо). Кожна країна-член NACAC має право брати участь у засіданнях Конгресу з правом голосу.
- Рада (англ. Council), яка є найвищим органом управління NACAC в період між Конгресами. До складу Ради входять Президент, Віце-Президент, Казначей, 4 члени. Також до складу Ради за посадою входять голова Президент Світової легкої атлетики, члени Ради Світової легкої атлетики від Північної і Центральної Америки та країн Карибського басейну, а також попередній Президент NACAC. З-поміж інших повноважень, до компетенції Ради NACAC належить ратифікація рекордів Північної і Центральної Америки та країн Карибського басейну.
- Виконавчий комітет (англ. Executive Committee), до складу якого входять обрані члени Ради NACAC. Комітет організовує виконання рішень Конгресу та Ради.
- Президент (англ. President) та віце-Президент (англ. Vice-President).
- Казначей (англ. Treasurer), відповідальний за фінансові питання організації.
- Центральний офіс (англ. Central Office), який відповідає за організацію господарсько-адміністративної роботи в NACAC.